# Abgeordnetenkammer (Libanon)

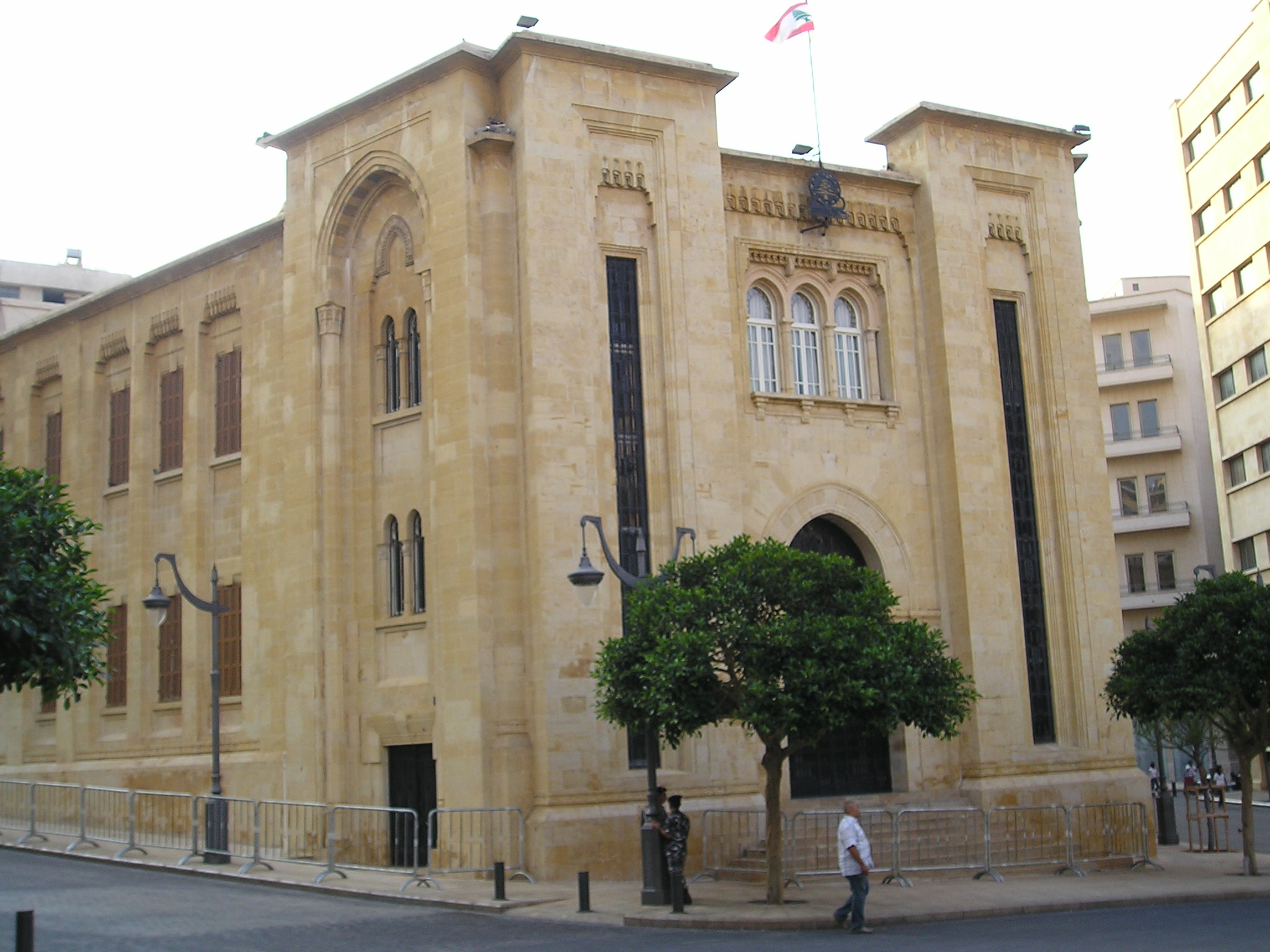
Parlamentsgebäude in Beirut

Die Abgeordnetenkammer (französisch Chambre des députés, arabisch مجلس النواب, DMG Maǧlis an-Nuwwāb) ist das Einkammer-Parlament des Libanon.
Sie wird auf jeweils vier Jahre in allgemeinen Wahlen gewählt und besteht gegenwärtig aus 128 Abgeordneten. Ihre Hauptfunktionen sind die Wahl des Präsidenten, die Bestätigung der Regierung (trotz der Ernennung durch den Präsidenten müssen Ministerpräsident und Kabinett das Vertrauen des Parlaments gewinnen) und die Verabschiedung der Gesetze und des Haushalts. Sie hat damit eine – im Gegensatz zu anderen arabischen Staaten – einflussreiche Rolle im politischen System Libanons.
Das Parlamentsgebäude befindet sich im Zentrum der libanesischen Hauptstadt Beirut auf der westlichen Seite des Sāhat an-Nadschma, des Sternplatzes gegenüber dem Beiruter Uhrenturm.

## Sitzverteilung
Eine Einzigartigkeit des libanesischen Wahlrechts ist das Prinzip der konfessionellen Parität: Jede religiöse Gemeinschaft hat eine festgelegte Zahl von Vertretern im Parlament. In den Wahlen zwischen 1932 und 1972 (der letzten vor Beginn des libanesischen Bürgerkriegs) waren die Sitze zwischen Christen und Muslimen im Verhältnis 6:5 aufgeteilt, wobei dies mit einigen Abweichungen ungefähr die grobe Proportionalität ihrer Größe widerspiegelte. Während der 1960er-Jahre entstand unter den Muslimen Unzufriedenheit gegenüber diesem System, da ihre eigene höhere Geburtenrate und die höhere Zahl der Auswanderer unter den Christen zu diesem Zeitpunkt wahrscheinlich eine muslimische Mehrheit geschaffen hatte, die durch die Verteilung der Sitze im Parlament nicht berücksichtigt wurde. Christliche Politiker waren jedoch nicht bereit, einer Änderung des Systems zuzustimmen. Dies war einer der Faktoren, die 1975 zum Ausbruch des libanesischen Bürgerkriegs führten. Das Abkommen von Taif von 1989, mit welchem der Bürgerkrieg endete, teilte die Sitze des Parlaments neu auf. In der Folge erhielten beide Seiten, Christen und Muslime, eine ebenbürtige Vertretung von jeweils 64 der 128 Abgeordnetensitze.
Obwohl aufgrund ihrer Konfessionsverteilung aufgestellt, sind die Mitglieder allerdings, unabhängig von ihrem eigenen Glauben, der allgemeinen Wahl unterworfen und daher gezwungen, Unterstützung außerhalb ihrer eigenen religiösen Gemeinschaft zu suchen, es sei denn, dass ihre Konfession den jeweiligen Wahlbezirk herausragend dominiert.
Das Abkommen von Taif änderte die Sitzzuweisung wie folgt:
| Konfession            | Vor Taif | Nach Taif |
| --------------------- | -------- | --------- |
| Maroniten             | 30       | 34        |
| Griechisch-Orthodoxe  | 11       | 14        |
| Griechisch-Katholiken | 6        | 8         |
| Armenisch-Orthodoxe   | 4        | 5         |
| Armenisch-Katholiken  | 1        | 1         |
| Protestanten          | 1        | 1         |
| Andere Christen       | 1        | 1         |
| Gesamt Christen       | 54       | 64        |
| Sunniten              | 20       | 27        |
| Schiiten              | 19       | 27        |
| Drusen                | 6        | 8         |
| Alawiten              | 0        | 2         |
| Gesamt Muslime        | 45       | 64        |
| Gesamt                | 99       | 128       |

| Gouvernement   | Wahlbezirk                      | Schiiten | Sunniten | Drusen | Alawiten | Maro- niten | Griechisch- Orthodoxe | Griechisch- Katholische | Armenisch- Orthodoxe | Andere Christen  |
| -------------- | ------------------------------- | -------- | -------- | ------ | -------- | ----------- | --------------------- | ----------------------- | -------------------- | ---------------- |
| Beirut 19      | Beirut 1                        |          | 2        |        |          | 1           | 1                     | 1                       |                      | 1 (Protestanten) |
| Beirut 19      | Beirut 2                        | 1        | 2        |        |          |             | 1                     |                         | 1                    | 1 (Andere)       |
| Beirut 19      | Beirut 3                        | 1        | 2        | 1      |          |             |                       |                         | 2                    | 1 (Arm.-Kath.)   |
| Bekaa 23       | Bekaa+Hermel                    | 6        | 2        |        |          | 1           |                       | 1                       |                      |                  |
| Bekaa 23       | Zahle                           | 1        | 1        |        |          | 1           | 1                     | 2                       | 1                    |                  |
| Bekaa 23       | Rashaya + Westbekaa             | 1        | 2        | 1      |          | 1           | 1                     |                         |                      |                  |
| Libanonberg 35 | Jbeil+Kisrawan                  | 1        |          |        |          | 7           |                       |                         |                      |                  |
| Libanonberg 35 | Nord-Metn                       |          |          |        |          | 4           | 2                     | 1                       | 1                    |                  |
| Libanonberg 35 | Baabda+Aley                     | 2        |          | 3      |          | 5           | 1                     |                         |                      |                  |
| Libanonberg 35 | Chouf                           |          | 2        | 2      |          | 3           |                       | 1                       |                      |                  |
| Nordlibanon 28 | Akkar, Dinniyeh, Bischarri      |          | 5        |        | 1        | 3           | 2                     |                         |                      |                  |
| Nordlibanon 28 | Tripoli, Zgharta, Batrun, Kurah |          | 6        |        | 1        | 6           | 4                     |                         |                      |                  |
| Südlibanon 23  | Sidon, Tyros                    | 9        | 2        |        |          |             |                       | 1                       |                      |                  |
| Südlibanon 23  | Hasbaya, Nabatäa, Jezzine       | 5        | 1        | 1      |          | 2           | 1                     | 1                       |                      |                  |
| Total 128      | Total 128                       | 27       | 27       | 8      | 2        | 34          | 14                    | 8                       | 5                    | 3                |

## Wahlsystem
Siehe Hauptartikel: Parlamentswahlen im Libanon 2005
Das System der Einteilung der Wahlbezirke wurde über die Jahre von vielen Politikern kritisiert, die behaupten, dass es für die Regierung einfach ist, die Grenzen durch Gerrymandering zu manipulieren. Der Wahlbezirk Baabda-Alayh, der für die Wahlen 2000 gebildet wurde, ist ein Beispiel: das überwiegend von Drusen bewohnte Gebiet um Alayh (östlich von Beirut) wurde mit dem überwiegend christlich bewohnten Gebiet um Baabda in einen Wahlkreis eingebracht. Dasselbe passiert auch im südlichen Libanon, was bedeutet, da obwohl einige Sitze des Wahlbezirks den Christen zugewiesen sind, diese sich zur Wahl in einem überwiegend muslimischen Gebiet zur Wahl stellen müssen. Oppositionelle Politiker, zumeist Christen, haben vorgeworfen, dass die Wahlkreisgrenzen bei den Wahlen 1992, 1996 und 2000 weitreichend durch Gerrymandering manipuliert waren, um eine pro-syrisch Mehrheit zu erreichen. Deswegen war auch der Ruf vorhanden, einen einzigen landesweiten Wahlbezirk zu schaffen. Bis sich die Vielzahl der religiösen und politischen Gruppierungen auf eine Änderung des Wahlsystems einigen, ist die Lösung der Kontroverse unwahrscheinlich.

## Sprecher
Der Sprecher des Parlaments, der laut Verfassung ein schiitischer Muslim sein muss, wird für die komplette Wahlperiode des Parlaments gewählt. Er bildet eine Art „Troika“, zusammen mit dem Präsidenten (immer ein maronitischer Christ) und dem Ministerpräsidenten (immer ein sunnitischer Muslim). Die Rechte des Sprechers sind im Verhältnis zu anderen demokratischen Systemen ungewöhnlich weitreichend; beispielsweise hat der Sprecher das Vetorecht gegen alle Gesetze, die von der Mehrheit des Parlaments verabschiedet wurden. Der gegenwärtige Sprecher ist der Führer der Amal-Bewegung, Nabih Berri.

## Politische Parteien
Im Libanon existieren zahlreiche politische Parteien. Viele davon sind wenig mehr als Ad-hoc-Wahllisten, die durch Verhandlungen zwischen einflussreichen örtlichen Personen entstehen und die verschiedenen Konfessionen repräsentieren; diese Listen bestehen üblicherweise nur für den Zweck der Wahl und bilden keine erkennbare parlamentarische Gruppierung nach der Wahl. Andere Parteien sind persönlichkeitsorientiert und setzen sich zusammen aus Anhängern eines gegenwärtigen oder vergangenen politischen Führers oder Warlord. Wenige der Parteien sind dagegen auf eine bestimmte politische Ideologie gegründet, obwohl die meisten eine solche zumindest theoretisch verfolgen. Noch nie hat eine einzige Partei mehr als 12,5 % der Sitze erreicht und bis 2005 hat keine Koalition zusammen mehr als ein Drittel der Sitze gewonnen. Die Wahlen im Mai/Juni 2005 brachten allerdings eine klare Mehrheit (72 Sitze von 128) für die von Saad Hariri (dem Sohn des ermordeten früheren Ministerpräsidenten Rafik al-Hariri) geführte Koalition; die Hälfte der Sitze wurde durch Hariris eigene Zukunftsbewegung gewonnen. Die Hisbollah gewann 14 Sitze.

## Zusammensetzung

### 2005
| Allianzen                          | Sitze  | Parteien | Parteien                                                  | Sitze |
| Allianzen                          | Sitze  | Deutscher Name                                                                                                 | Arabischer Name                                           | Sitze |
| ---------------------------------- | ------ | --- | --------------------------------------------------------- | ----- |
| Allianz des 14. März               | 72     | Zukunftsbewegung                                                                                               | Tayyār al-Mustaqbal                                       | 36    |
| Allianz des 14. März               | 72     | Progressiv-sozialistische Partei                                                                               | al-Ḥizb at-taqaddumī al-ištirākī                          | 16    |
| Allianz des 14. März               | 72     | Libanesische Kräfte                                                                                            | al-Quwwāt al-lubnāniyya                                   | 5     |
| Allianz des 14. März               | 72     | Qurnat-Schahwan-Sammlung - Kata’ib-Partei (auch als Phalange bekannt) - National-Liberale Partei - Unabhängige | Hizb al-Kata'ib al-Lubnaniyya Ḥizb al-waṭaniyyīn al-aḥrār | 6     |
| Allianz des 14. März               | 72     | Tripoli-Block                                                                                                  | Tripoli-Block                                             | 3     |
| Allianz des 14. März               | 72     | Demokratische Erneuerungsbewegung                                                                              | Ḥarakat at-taǧaddud ad-dīmuqrāṭī                          | 1     |
| Allianz des 14. März               | 72     | Demokratische Linke                                                                                            | Ḥarakat al-Yasār ad-Dīmuqrāṭī                             | 1     |
| Allianz des 14. März               | 72     | Unabhängige | Unabhängige                                               | 4     |
| Widerstands- und Entwicklungsblock | 35     | Amal-Bewegung                                                                                                  | Harakat Amal                                              | 15    |
| Widerstands- und Entwicklungsblock | 35     | Hisbollah | Ḥizbu 'llāh                                               | 14    |
| Widerstands- und Entwicklungsblock | 35     | Syrische Soziale Nationalistische Partei                                                                       | al-Ḥizb as-Sūrī al-Qaumī al-Iǧtimāʿī                      | 2     |
| Widerstands- und Entwicklungsblock | 35     | Andere | Andere                                                    | 4     |
| Aoun-Allianz                       | 21     | Freie Patriotische Bewegung                                                                                    | at-Tayyār al-waṭanī al-ḥurr                               | 14    |
| Aoun-Allianz                       | 21     | Skaff-Block | Skaff-Block                                               | 5     |
| Aoun-Allianz                       | 21     | Murr-Block | Murr-Block                                                | 2     |
| Gesamt                             | Gesamt | Gesamt | Gesamt                                                    | 128   |

### 2009
| Allianzen            | Sitze  | Parteien | Parteien                                                  | Sitze |
| Allianzen            | Sitze  | Deutscher Name                                                                                                 | Arabischer Name                                           | Sitze |
| -------------------- | ------ | --- | --------------------------------------------------------- | ----- |
| Allianz des 14. März | 71     | Zukunftsbewegung                                                                                               | Tayyār al-Mustaqbal                                       | 28    |
| Allianz des 14. März | 71     | Progressiv-sozialistische Partei                                                                               | al-Ḥizb at-taqaddumī al-ištirākī                          | 10    |
| Allianz des 14. März | 71     | Libanesische Kräfte                                                                                            | al-Quwwāt al-lubnāniyya                                   | 8     |
| Allianz des 14. März | 71     | Qurnat-Schahwan-Sammlung - Kata’ib-Partei (auch als Phalange bekannt) - National-Liberale Partei - Unabhängige | Hizb al-Kata'ib al-Lubnaniyya Ḥizb al-waṭaniyyīn al-aḥrār | 6     |
| Allianz des 14. März | 71     | Unabhängige & andere                                                                                           | Unabhängige & andere                                      | 19    |
| Allianz des 8. März  | 57     | Amal-Bewegung                                                                                                  | Harakat Amal                                              | 13    |
| Allianz des 8. März  | 57     | Andere | Andere                                                    | 44    |
| Gesamt               | Gesamt | Gesamt | Gesamt                                                    | 128   |

### 2018
| Partei | Partei                              | Sitze |
| ------ | ----------------------------------- | ----- |
|        | Zukunftsbewegung                    | 20    |
|        | Courant patriotique libre           | 24    |
|        | Mouvement Amal                      | 16    |
|        | Libanesische Kräfte                 | 14    |
|        | Hisbollah                           | 13    |
|        | Parti socialiste progressiste       | 9     |
|        | Mouvement Azm                       | 4     |
|        | Phalanges libanaises                | 3     |
|        | Mouvement Marada                    | 3     |
|        | Parti social nationaliste syrien    | 3     |
|        | Armenische Revolutionäre Föderation | 3     |
|        | Andere                              | 26    |

### 2022
Regierung:
- Libération et développement (Vorsitz Nabih Berri, der Amal-Bewegung nahestehend): 15 Abgeordnete, davon 11 Schiiten, 1 Maronit, 1 Druse, 2 Griechisch-Katholische
- Fidélité à la Résistance (Vorsitz Mohammad Raad, Hisbollah-nahe): 14 Abgeordnete, davon 11 Schiiten, 1 Maronit, 2 Sunniten
- Modération nationale: 13 Abgeordnete
- Liban Fort (Gründer Michel Aoun): 13 Abgeordnete
- Rassemblement démocratique (sozialistisch, PSP-nahe, Anführer Walid Dschumblat): 8 Abgeordnete
- Compatibilité nationale: 5 Abgeordnete
- Bloc national indépendant (Gründer Suleiman Frangieh): 4 Abgeordnete
- 1 Armenier

Opposition:
- République forte (Gründer Samir Geagea, den Forces Libanaises nahestehend): 19 Abgeordnete
- Forces de changement: 9 Abgeordnete
- Kata’ib (sogenannte Phalange, Vorsitz Sami Gemayel): 4 Abgeordnete
- Renouveau: 3 Abgeordnete
- andere Parteien: 19 Abgeordnete

## Frauenwahlrecht
Vor der Unabhängigkeit wurde unter der Verwaltung als französisches Schutzgebiet (Trust Territory) die Gleichheit aller Bürgerinnen und Bürger vor dem Gesetz in Artikel 7 der Verfassung vom 26. Mai 1926 proklamiert, Frauen wurden nicht gesondert erwähnt. 1926 wurde zwar ein aktives Frauenwahlrecht eingeführt, war aber an Bildungsvoraussetzungen gebunden. 1943 wurde das Land unabhängig. Ab 1952 bestand für alle Männer Wahlpflicht, während Frauen ab 21 Jahren mit elementarer Bildung ein Wahlrecht hatten. Zwischen 1952 und 1953 wurde das Wahlgesetz so umgestaltet, dass das aktive und passive allgemeine Frauenwahlrecht eingeführt wurde. Frauen brauchen nach einer abweichenden Quelle allerdings für die Ausübung des Wahlrechts im Gegensatz zu Männern immer noch einen Bildungsnachweis (Stand 2007), während Männer völlig ohne Einschränkungen wählen können; außerdem besteht für Männer Wahlpflicht und für Frauen nicht.